# Dieter Pauly
Dieter Pauly (Rheydt/Mönchengladbach, 1942. február 14. – 2024. február 13.) német nemzetközi labdarúgó-játékvezető.

## Pályafutása

### Nemzeti játékvezetés
1980. szeptember 2-án lett hazája legfelső szintű labdarúgó-bajnokságának játékvezetője. Az aktív nemzeti játékvezetéstől 1990. augusztus 21-én, a Borussia Mönchengladbach–Ajax barátságos mérkőzés irányítása után vonult vissza. Első ligás mérkőzéseinek száma 97. Egy nyugatnémet kupadöntőt vezetett.
| Időpont        | Helyszín                        | Mérkőzés típusa | Mérkőzés                     | Eredmény | Nézők száma |
| -------------- | ------------------------------- | --------------- | ---------------------------- | -------- | ----------- |
| 1986. május 3. | Olimpiai Stadion, Nyugat-Berlin | döntő           | Bayern München–VfB Stuttgart | 5 – 2    | 76 000      |

### Nemzetközi játékvezetés
A Német labdarúgó-szövetség (DFB) Játékvezető Bizottsága (JB) terjesztette fel nemzetközi játékvezetőnek, a Nemzetközi Labdarúgó-szövetség (FIFA) 1982-től tartotta nyilván bírói keretében. Több nemzetek közötti válogatott és klubmérkőzést vezetett, vagy működő társának partbíróként segített. A német nemzetközi játékvezetők rangsorában, a világbajnokság-Európa-bajnokság sorrendjében többedmagával a 15. helyet foglalja el 7 találkozó szolgálatával. Az aktív nemzetközi játékvezetéstől 1990-ben búcsúzott el. Nemzetközi mérkőzéseinek száma: 65, ebből válogatott mérkőzéseinek száma: 12.

#### Világbajnokság
A világbajnoki döntőhöz vezető úton Mexikóba a XIII., az 1986-os labdarúgó-világbajnokságra illetve Olaszországba a XIV., az 1990-es labdarúgó-világbajnokságra  a FIFA JB bíróként alkalmazta. Vezetett mérkőzéseinek száma: 3.
1986-os labdarúgó-világbajnokság – selejtező-mérkőzés
| Időpont            | Helyszín                    | Mérkőzés típusa         | Mérkőzés         | Eredmény | Nézők száma |
| ------------------ | --------------------------- | ----------------------- | ---------------- | -------- | ----------- |
| 1985. november 10. | Ramat Gan Stadion, Tel-Aviv | előselejtező (OFC zóna) | Izrael–Új-Zéland | 3 – 0    | 4500        |

1990-es labdarúgó-világbajnokság – selejtező-mérkőzés
| Időpont            | Helyszín                       | Mérkőzés típusa           | Mérkőzés                     | Eredmény | Nézők száma |
| ------------------ | ------------------------------ | ------------------------- | ---------------------------- | -------- | ----------- |
| 1989. február 8.   | Windsor Park Stadion, Belfast  | előselejtező (6. csoport) | Észak-Írország–Spanyolország | 0 – 2    | 15 000      |
| 1989. november 15. | Lokomotiv Stadion, Szimferopol | előselejtező (3. csoport) | Szovjetunió–Törökország      | 2 – 0    | 28 000      |

#### Európa-bajnokság
Az európai labdarúgó torna döntőjéhez vezető úton Franciaországba a VII., az 1984-es labdarúgó-Európa-bajnokságra, valamint Nyugat-Németországba a VIII., az 1988-as labdarúgó-Európa-bajnokságra az UEFA JB játékvezetőként foglalkoztatta. 
1984-es labdarúgó-Európa-bajnokság – selejtező-mérkőzés
| Időpont            | Helyszín                   | Mérkőzés típusa           | Mérkőzés        | Eredmény | Nézők száma |
| ------------------ | -------------------------- | ------------------------- | --------------- | -------- | ----------- |
| 1982. december 19. | Old Tivoli Stadion, Aachen | előselejtező (7. csoport) | Málta–Hollandia | 0 – 6    | 18 000      |

1988-as labdarúgó-Európa-bajnokság
Selejtező-mérkőzés
| Időpont           | Helyszín               | Mérkőzés típusa           | Mérkőzés                 | Eredmény | Nézők száma |
| ----------------- | ---------------------- | ------------------------- | ------------------------ | -------- | ----------- |
| 1987. június 3.   | Råsunda Stadion, Solna | előselejtező (2. csoport) | Svédország–Olaszország   | 1 – 0    | 40 070      |
| 1987. október 14. | Népstadion, Budapest   | előselejtező (5. csoport) | Magyarország–Görögország | 3 – 0    | 8000        |

Európa-bajnoki mérkőzés
| Időpont          | Helyszín                  | Mérkőzés típusa              | Mérkőzés              | Eredmény | Nézők száma |
| ---------------- | ------------------------- | ---------------------------- | --------------------- | -------- | ----------- |
| 1988. június 12. | RheinEnergieStadion, Köln | csoportmérkőzés (B. csoport) | Hollandia–Szovjetunió | 0 – 1    | 60 000      |

#### Nemzetközi kupamérkőzések
Vezetett Kupa-döntők száma: 1.
Kupagyőztesek Európa-kupája
| Időpont         | Helyszín                    | Mérkőzés típusa | Mérkőzés             | Eredmény | Nézők száma |
| --------------- | --------------------------- | --------------- | -------------------- | -------- | ----------- |
| 1988. május 11. | Meinaun Stadion, Strasbourg | döntő           | KV Mechelen–AFC Ajax | 1 – 0    | 39 446      |

## Sportvezetőként
2000-től az UEFA JB keretében nemzetközi játékvezető ellenőr lett.

## Sikerei, díjai
- Kiegyensúlyozott szakmai munkájának elismeréseként a DFB JB 1985-ben, 1988-ban és 1990-ben az Év Játékvezetője kitüntető címmel ruházta fel.
- A IFFHS (International Federation of Football History & Statistics) 1987-2011 évadokról tartott nemzetközi szavazásán 151, játékvezető besorolásával minden idők 39. legjobb bírójának rangsorolta, holtversenyben Herbert Fandel, Bo Karlsson társaságában. A 2008-as szavazáshoz képest 15 pozíciót hátrább lépett.